# Willem Andriessen

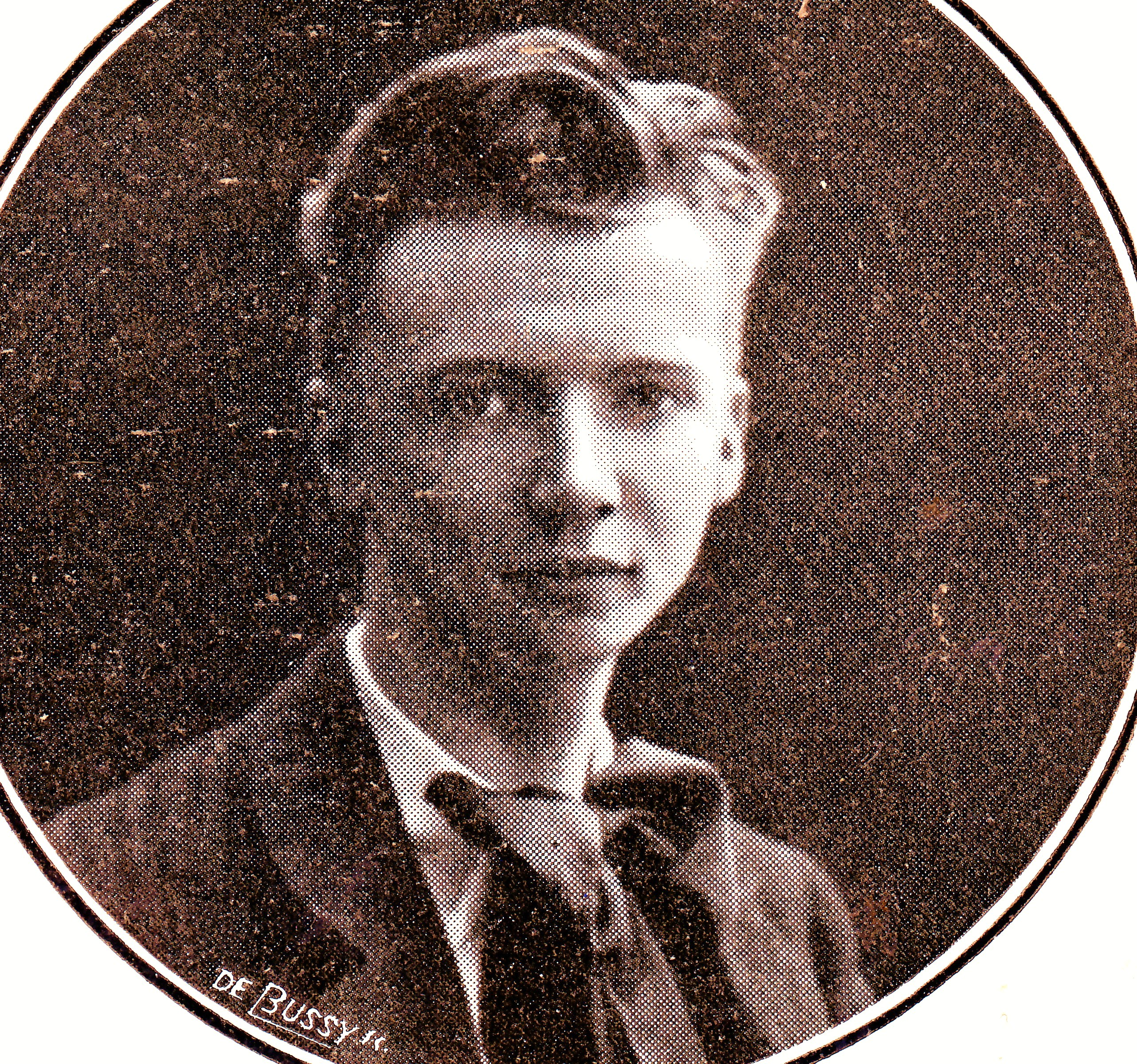
Willem Andriessen

Willem Christiaan Nicolaas Andriessen (* 25. Oktober 1887 in Haarlem, Niederlande; † 29. März 1964 in Amsterdam) war ein niederländischer Komponist und Musiker. 
Ebenso wie sein Bruder Hendrik Andriessen absolvierte er das Konservatorium Amsterdam, wo er unter anderem bei Jean-Baptiste de Pauw und Bernard Zweers studierte. Von 1910 bis 1918 war er Dozent am Königlichen Konservatorium in Den Haag, von 1918 bis 1924 am Konservatorium Rotterdam  und zuletzt von 1924 bis 1953 am Konservatorium in Amsterdam, ab 1937 als Direktor. Er war ein bekannter Interpret von Klavierwerken von Beethoven und Schumann. 
Als Komponist bevorzugte er einen spät-romantischen Stil und schuf Klavierwerke, Lieder, zwei Klavierkonzerte und eine Messe.